# Грязный дерматоз Дункана
Грязный дерматоз Дункана (Терра фирма-формный дерматоз) —  доброкачественный дерматоз, который проявляется появлением гиперпигментных бляшек,напоминающих несмытую грязь. Бляшки устойчивы к мытью с мылом и водой, однако, легко удаляются 70% изопропиловым спиртом.

## Эпидемиология
Заболевание встречается в любом возрасте, чаще страдают дети. Чаще проявляется в теплое время года.

## Этиология и патогенез
Этиология и патогенез заболевания не известны.

## Клиническая картина
Заболевание имеет хроническое течение. Проявляется высыпанием небольших бляшек коричневого или темно-коричневого цвета. Бляшки обычно неправильной формы и разных размеров. Локализация высыпаний: шея, подмышечные впадины, грудь; редко - лицо, живот, волосистая часть головы, паховые складки.

## Дифференциальная диагностика
Дифференциальную диагностику следует проводить со следующими заболеваниями:
- черный акантоз;
- болезнь Дарье-Уайта;
- разноцветный лишай;
- пятнистый амилоидоз;
- себорейный кератоз;
- атопический дерматит;
- эпидермальный невус[1].

## Диагностика
Диагноз ставится на основании анамнеза, клинической картины, дерматоскопии, а также изоприлового теста (бляшки исчезают через несколько минут после обработки 70% изопропиловым спиртом).

## Лечение
Удаление бляшек салфеткой с 70% изопропиловым спиртом, а также местная обработка 5% салициловой мазью в течение нескольких дней.

## Примечание
1. 1 2 3  Федеральные клинические рекомендации. Дерматовенерология: Болезни кожи. Инфекции, передаваемые половым путем. — Деловой экспресс, 2015. — 768 с. — ISBN 978-5-89644-123-6.
2. ↑  Claudio Guarneri,  MD , Fabrizio Guarneri,  MD , and Serafinella P. Cannavò,  MD. Terra ﬁrma-forme dermatosis // International Journal of Dermatology  2008,  47 , 482–484.